# Lotyšsko-estonská basketbalová liga
Lotyšsko-estonská basketbalová liga je nejvyšší basketbalová liga v Lotyšsku a Estonsku. Liga byla založena v roce 2018 a účastní se jí 15 týmů.

## Týmy
| Tým                                 | Město     | Aréna                              |
| ----------------------------------- | --------- | ---------------------------------- |
| Estonsko Avis Utilitas Rapla        | Rapla     | Salodin Sports Hall                |
| Lotyšsko Jūrmala Betsafe            | Jūrmala   | Jūrmala State Gymasium Sports Hall |
| Estonsko Kalev/Cramo                | Tallinn   | Kalev Sports Hall                  |
| Lotyšsko Latvijas Universitāte      | Riga      | Elektrum Olympic Sports Center     |
| Lotyšsko Liepājas                   | Liepāja   | Liepāja Olympic Center             |
| Lotyšsko Ogre                       | Ogre      | Ogre 1st Secondary School          |
| Estonsko Pärnu Sadam                | Pärnu     | Pärnu Sports Hall                  |
| Estonsko Rakvere Tarvas             | Rakvere   | Rakvere Sports Hall                |
| Estonsko Tallinna Kalev/TLÜ         | Tallinn   | Sõle Sports Center                 |
| Estonsko TalTech                    | Tallin    | TalTech Sports Hall                |
| Estonsko Tartu Ülnkool              | Tartu     | University of Tartu Sports Hall    |
| Estonsko Valga-Valka/Maks & Moorits | Valga     | Valga Sports Hall                  |
| Lotyšsko Valmiera Glass VIA         | Valmiera  | Vidzeme Olympic Center             |
| Lotyšsko VEF Rīga                   | Riga      | Elektrum Olympic Sports Center     |
| Lotyšsko Ventspils                  | Ventspils | Ventspils Olympic Center           |

## Vítězové
| Sezóna  | Vítěz        | Druhé místo | Třetí místo |
| ------- | ------------ | ----------- | ----------- |
| 2018-19 | Ventspils(1) | VEF Rīga    | Kalev       |